# Lomorupithecus
 Lomorupithecus  ist eine ausgestorbene Gattung der Primaten, die im frühen Miozän in Ostafrika vorkam. Im ugandischen Distrikt Napak entdeckte Fossilien, die zu dieser Gattung gestellt wurden, stammen aus Sedimentschichten der Fundstätte Napak IX, die zwischen 19,5 ± 2,0 und 18,3 ± 0,4 Millionen Jahre alt sind.

## Namensgebung
Lomorupithecus ist ein Kunstwort. Die Bezeichnung der Gattung ist abgeleitet vom Wort lomoru, das in der Sprache der Karamojong „Berg-Mann“ bedeutet, ferner vom griechischen Wort πίθηκος (altgriechisch ausgesprochen píthēkos: „Affe“). „Berg-Mann“ bezieht sich auf den verstorbenen Will Dows, der auf dem Berg Akiism – auf dem auch die Fundstätte Napak IX liegt – gelebt hat und von den Karamojong so genannt wurde. Das Epitheton der Typusart, Lomorupithecus harrisoni, ehrt den britischen Paläoanthropologen Terry Harrison, einen Spezialisten für die Morphologie und die Paläoökologie der miozänen und pliozänen Primaten. Lomorupithecus harrisoni bedeutet somit sinngemäß „harrisons Bergmann-Affe“.
Nach einer Umbenennung wurden die 1943 vom britischen Säugetierforscher und Paläontologen Donald Gordon MacInnes als Limnopithecus evansi bezeichneten Fossilien als weitere Art, Lomorupithecus evansi, zur Gattung Lomorupithecus gestellt. Das Epitheton evansi ehrt den britischen Parasitologen Griffith H. Evans (1835–1935), der 1880 die Ursache der Surra erkannte.

## Erstbeschreibung
Holotypus der Gattung und zugleich der Typusart Lomorupithecus harrisoni ist der teilweise bezahnte Oberkiefer eines erwachsenen, vermutlich männlichen Individuums mit zugehörigen Gesichtsknochen aus dem Bereich der Nase (Sammlungsnummer BUMP 266), dessen drei Bruchstücke auf einer ungefähr zwei Quadratmeter großen Fläche gefunden wurden; das Geschlecht konnte aufgrund erhaltener Zahnmerkmale rekonstruiert werden. Ferner nahm die Erstbeschreibung Bezug auf das Fossil BUMP 268, das Fragment eines jugendlichen, männlichen Unterkiefers mit zwei erhaltenen Zähnen, einigen erhaltenen Zahnwurzeln und einem im Röntgenbild sichtbaren, noch nicht durchgebrochenen zweiten Molar. Das Körpergewicht des Tieres wurde anhand der Zahngröße auf rund 4,3 kg geschätzt.
Gemäß dieser Fundsituation erfolgte die Abgrenzung von anderen Gattungen anhand der Zahnmerkmale. Sollte die in der Erstbeschreibung formulierte Diagnose korrekt sein, wäre Lomorupithecus harrisoni der erste afroarabische Vertreter der Überfamilie Pliopithecoidea, die ansonsten nur aus Eurasien belegt ist.
Laut der 2006 publizierten Erstbeschreibung von Gattung und Typusart weisen sie Merkmale einer verwandtschaftlichen Nähe unter anderem zu Pliopithecus antiquus auf. Aufgrund der lückenhaften Überlieferung von Fossilien kleiner Altweltaffen aus dem frühen  Miozän verzichteten die Autoren der Erstbeschreibung auf eine Zuordnung der Gattung zu einer bestimmten Familie.

## Belege
1. ↑  James B. Rossie, Laura MacLatchy: A new pliopithecoid genus from the early Miocene of Uganda. In: Journal of Human Evolution. Band 50, 2006, S. 568–586, doi:10.1016/j.jhevol.2005.12.007.
2. ↑  Donald Gordon MacInnes: Notes on the East African Miocene Primates. In: Journal of the East Africa and Uganda Natural History Society. Band 17, 1943, S. 141–181.
3. ↑  Martin Pickford, Sarah Musalizi, Brigitte Senut et al.: Small apes from the Early Miocene of Napak, Uganda. In: Geo-Pal Uganda, Band 3, 2010, S. 63–70; ISSN 2076-5746
4. ↑  Die Abkürzung BUMP steht für Boston University / Uganda Museum / Makerere University Paleontology Expedition.